# Llámame Francisco
Llámame Francisco (en italiano: Chiamatemi Francesco - Il Papa della gente) es una película biográfica italiana de 2015, luego distribuida como una miniserie, sobre el papa Francisco. La producción fue dirigida por Daniele Luchetti.

## Trama
La película cuenta la historia de la vida del papa Francisco (antes Jorge Mario Bergoglio), desde su juventud en Buenos Aires y sus experiencias bajo la dictadura de Jorge Rafael Videla hasta su nombramiento como papa en 2013.

## Reparto
- Rodrigo de la Serna como el joven Jorge Mario Bergoglio.
- Sergio Hernández como el viejo Jorge Mario Bergoglio.
- Mercedes Morán como Esther Ballestrino.
- Muriel Santa Ana como Alicia Oliveira.
- Àlex Brendemühl como Franz Jalics.
- Maximilian Dirr como Giovane Prete.
- Andrés Gil como Padre Pedro.
- Marco Di Tieri como Quique.
- Nello De Piero Teti como Estévez

## Miniserie
La película fue estrenada en diciembre de 2016 como una miniserie de cuatro capítulos de 50 minutos, disponible en la plataforma Netflix.